# Krista Siegfrids
Krista Siegfrids (Kaskinen, 4 dicembre 1985) è una cantante finlandese.
Krista ha rappresentato la Finlandia all'Eurovision Song Contest 2013 con la canzone Marry Me.

## Carriera
Krista Siegfrids è nata a Kaskinen nella Finlandia occidentale e fa parte della minoranza di lingua svedese presente nel paese, Krista infatti parla fluentemente sia lo svedese che il finlandese. Ha frequentato le scuole magistrali a Vaasa.

### Gli esordi
Krista Siegfrids ha iniziato la sua carriera con la sua band Daisy Jack nel 2009. Il loro primo singolo è stato Perfect Crime, pubblicato nell'ottobre 2011. 
Krista vanta una buona esperienza nel campo dei musical: Il suo primo musical è stato Play me nel 2009 in scena al teatro svedese di Helsinki, ma il suo ruolo più importante è stato nel musical rock Muskettisoturit (I tre moschettieri) nel 2011.
Krista nel dicembre del 2011 si presenta alle "Blind Auditions" di The Voice of Finland, ottenendo un grande successo da parte dei quattro giudici ed entrando alla fine nel team di Michael Monroe. Venne eliminata successivamente durante la fase dei "Live Rounds".

### Eurovision Song Contest 2013 e il primo albumDing Dong!
Krista ha partecipato nel gennaio del 2013 a Uuden Musiikin Kilpailu 2013, la selezione nazionale finlandese per decidere il rappresentante della Finlandia all'Eurovision Song Contest 2013. Krista si presenta con l'irriverente brano pop Marry Me, con il quale vinse il concorso ottenendo il massimo dei voti sia da parte della giuria che del pubblico. 
Krista ottenne quindi l'onore di rappresentare il suo paese all'Eurovision Song Contest 2013 a Malmö (Svezia), terza rappresentante di fila della minoranza di lingua svedese dopo Oskar Paradise e Pernilla Karlsson.
Il brano riesce a superare la semifinale e quindi approda alla gran finale finendo ventiquattresimo.
Durante l'esibizione del brano, Krista ha dato un bacio saffico ad una delle sue coriste. L'intento è quello di sensibilizzare la Finlandia a legalizzare al più presto i matrimoni omosessuali.
Il 10 maggio 2013 viene pubblicato il suo album di debutto per l'Universal Music Finland intitolato Ding Dong!, un album pop frizzante dal sound fresco e internazionale che riceve immediatamente paragoni con la musica di Katy Perry e Ke$ha.
Dall'album estrae successivamente altri due singoli: Amen! a fine maggio e Can You See Me? a fine settembre.
Il 28 gennaio 2014 viene pubblicato un nuovo singolo inedito: Cinderella, che raggiunge la posizione #15 nella classifica Finlandese. Il 20 febbraio 2015 viene pubblicato il singolo On & Off, che dovrebbe anticipare il secondo album di inediti della cantante.

## Discografia

### Album
| Anno | Titolo     | Classifica | Vendite |
| ---- | ---------- | ---------- | ------- |
| 2013 | Ding Dong! | 19         | —       |

### Singoli
- 2013 - Marry Me
- 2013 - Amen!
- 2013 - Can You See Me?
- 2014 - Cinderella
- 2015 - On & Off

### Videoclip
- Marry Me (diretto da Elias Koskimies)[4]
- Amen! (diretto da Elias Koskimies)[5]
- Can You See Me? (diretto da Elias Koskimies)
- Cinderella (diretto da Tom Hakala)
- On & Off (diretto da Tom Hakala)